# Тигва (монастырь)
Тигвский монастырь Успения Пресвятой Богородицы (груз. თიღვის მონასტერი) — средневековая грузинская православная монастырская церковь в долине реки Проне, в деревне Тигва, ныне — Знаурский район Южной Осетии/Карельский муниципалитет края Шида-Картли Грузии. Здание монастыря представляет собой крестово-купольный храм. Он был основан Тамарой, дочерью царя Грузии Давида IV Строителя, которая упоминается в грузинской надписи 1152 года.

## История
Основание Тигвинской церкви упоминается в грузинских летописях и датируется строительной надписью 1152 годом. Её спонсором или «ктитором» была Тамара, дочь грузинского царя Давида IV Строителя и вдовствующая царица Ширвана, которая стала монахиней в Тигве, где и умерла около 1161 года. К началу XVIII века кризис в Грузии сказался на монастыре: царевич Вахушти Багратиони в своей работе «География Грузии» описал монастырь в Тигве как «куполообразный, элегантный, красиво построенный», но «без священника». Несколько дополнительных зданий, окружавших церковь, сохранявшихся ещё во времена Вахушти, были обнаружены в состоянии руин графиней Прасковьей Уваровой во время её визита сюда в 1890 году. Вскоре после посещения Уваровой церковь была отремонтирована усилиями священника Зедгинидзе, князей Амирэджиби и местных крестьян в том же году.

## Архитектура
Здание монастыря, сложенное из блоков тёсаного красноватого камня, представляет собой хорошо сохранившуюся крестово-купольную церковь, вписанную в прямоугольник, размерами 15 на 24 метра. Отличающаяся аскетичным дизайном и скудостью украшений церковь имеет алтарь с апсидой и три прямоугольных трансепта. Жертвенник и диаконикон также находятся в апсиде. Купол опирается на углы стены апсиды на восточной стороне и две отдельно стоящие колонны на западной. Характерной особенностью церкви является наличие притвора и хора на западной стороне. В церковь ведут три входа: с северной, южной и западной сторон. Над северной дверью размещена грузинская надпись шрифтом «асомтаврули», впервые опубликованная картвеловедом Мари-Фелисите Броссе в 1851 году. Её рифмованный текст упоминает Тамару, внесшую вклад в основание монастыря. Интерьер когда-то был украшен фресками, ныне едва различимыми.
К северо-западу от главного церковного здания находился двухэтажный дворец, построенный для Тамары. Он был непосредственно соединён с церковной галереей посредством моста через дверь, вырезанную в западной части северной стены.